# 佐藤浩一 (中国文学者)
佐藤 浩一（さとう こういち、1970年 - ）は日本の文学者。東京都生まれ。博士（文学）（早稲田大学、2007年）。東海大学准教授。

## 著書
- 『書いて覚える中国語ー文法ドリル初級編』（楊達らとの共著、トランスアート）
- 『教養のための中国古典文学史』（松原朗、児島弘一郎との共著、研文出版）

### 訳書
- 尹夏清『隋唐ー開かれた文明』図説・中国文明史　第6巻（創元社）

### 主要論文
- 「仇兆鰲『杜詩詳注』の音注について」（『日本中国学会報』58。日本中国学会賞［2007年度文学語学部門］）など